# Bucur Șchiopu
Bucur Șchiopu (n. 1911, Ungra, comitatul Târnava Mare – d. 1991, București) a fost un eseist, om politic socialist, de profesie economist. I s-a atribuit în mod controversat vina sacrificării cailor în perioada anilor 1950-1960, ca măsură de mecanizare forțată a agriculturii.

## Activitatea
Bucur Șchiopu economist, eseist, vol. "Pledoarie pentru OM".
A fost ministru al Agriculturii în primul deceniu de regim comunist în România, a condus Ministerul Gospodăriilor Agricole de Stat (1955-1965), Ministerul Industriei Alimentare în guvernele Petru Groza (15 aprilie 1948 - 23 noiembrie 1949) și Ion Gheorghe Maurer (9 decembrie 1967 - 12 martie 1969). Bucur Șchiopu a fost primul demnitar care a ocupat funcția de ambasador al Republicii Socialiste România în Canada (1970-1976). Bucur Șchiopu a făcut parte din delegația României la Congresul de Pace de la Paris din 1946, fiind numit reprezentantul comisiei economice a delegației. A fost profesor universitar și membru al Academiei de Știinte Agricole din București. Bucur Șchiopu a fost o personalitate, care a avut ca preocupare constantă de-a lungul vieții, dezvoltarea și modernizarea agriculturii românești și propășirea spirituală și materială a țăranilor, din mijlocul cărora s-a ridicat. I s-a atribuit în mod controversat vina sacrificării cailor din perioada anilor '50 - '60, ca măsură de mecanizare forțată a agriculturii. A avut un rol important în comasarea pământurilor.
Bucur Șchiopu este autorul lucrării Gospodăriile agricole de stat (București: Editura Politică, 1966)

## Originile
Bucur Șchiopu este originar din comuna Ungra, fiind fiul unei familii de țărani români, Ioan Șchiopu (1873-1947) și Ana născ. Blaga (1883-1962), familie care a avut patru copii (Ioan, Gheorghe, Bucur și Ana), dintre care au trăit doar fiii Ioan și Bucur. Bucur Șchiopu a păstrat tot timpul legătura cu satul natal Ungra, precum și cu familia rămasă în vatra satului, a și construit o casă pe strada Românilor, ulița copilăriei, pe jumătate din vechea curte a bunicului său Iosif Blaga (pe linie maternă). Cronica satului Ungra menționează originile familei Șchiopu și amintește de păstorul Schiopu Iohan sosit în sat în jurul anului 1664 din zonele de munte. Tatăl său, Ioan Șchiopu, a rămas orfan de mic, fiind crescut de o mătușă. Acesta nu a avut frați.
Mama sa, Ana Blaga, a fost singura fiică a familiei lui Iosif Blaga. Ea a avut șansa să învețe manierele de societate în casa unor nobili din Hoghiz, unde a lucrat în tinerețe. Mama sa a mai avut doi frați, Gheorghe Blaga și Bucur Blaga, după cărora și-a botezat și cei doi băieți mai mici, pe domnul Bucur și fratele Gheorghe. Gheorghe Blaga emigrase definitv în America, iar Bucur Blaga a murit de tânăr, lăsând în urma sa două fete, verișoarele Ana Blaga căs. Blaga (1908-1992) și Maria Blaga căs. Barta (1914-2003). Gheorghe Blaga l-a sprijint mai apoi material pe domnul Bucur în ceea ce privește urmarea studiilor liceale și universitare, precum și la ridicarea casei din satul natal, pe jumătate din curtea bunicilor materni.  
Fratele său Ioan Șchiopu (1910? - 1992), a rămas în sat, căsătorindu-se în casa părintească, casa bunicilor paterni, loc la care domnul Bucur avea să revină cu fiecare ocazie.
Deși greu încercați în viață, înaintașii lui Bucur Șchiopu au fost oameni gospodari, țărani înstăriți.
Bucur Șchiopu a urmat clasele primare la Ungra (învățători Roșca și Popilean), apoi gimnaziul la Rupea, iar mai apoi Liceul Andrei Șaguna din Brașov. Studiile universitare le-a urmat la Universitatea din Cluj, unde a absolvit două facultăți, cu distincția "Magna Cum Laude".
Prenumele Bucur, un nume frecvent în onomastica veche ungreană, are adânci rădăcini etimologice românești, denotă originile păstorești ale comunității. Din datele biografice prezentate, reies originile țărănești ale domnului Bucur Șchiopu. A fost intelectualul care și-a tras seva din înțelepciunea satului transilvan, a fost militantul valorilor pământului. A avut idei solide de dezvoltare și modernizare a agriculturii românești. A contribuit și la dezvoltarea comunei Ungra.
Bucur Șchiopu a fost înmormântat (1991) în satul Joița de lângă București.

## Distincții
- Ordinul Muncii clasa I (12 august 1959) „pentru merite deosebite în opera de construire a socialismului”[2]
- Medalia „40 de ani de la înființarea Partidului Comunist din Romînia” (6 mai 1961) „pentru activitate îndelungată în mișcarea muncitorească și merite în opera de construire a socialismului”[3]
- Ordinul „23 August” clasa a III-a (26 mai 1961) „pentru merite în construirea socialismului, cu prilejul împlinirii a 50 de ani”[4]
- Ordinul „23 August” clasa a II-a (10 august 1964) „pentru merite deosebite în opera de construire a socialismului, cu prilejul celei de a XX-a aniversări a eliberării patriei”[5]
- Ordinul „Tudor Vladimirescu” clasa a III-a (30 aprilie 1966) „cu prilejul celei de-a 45-a aniversări de la înființarea Partidului Partidului Comunist din România, pentru merite deosebite în opera de construire a socialismului”[6]
- Ordinul „23 August” clasa a II-a (4 mai 1971) „cu prilejul aniversării a 50 de ani de la constituirea Partidului Comunist Român, [...] pentru activitate îndelungată în mișcarea muncitorească și merite deosebite în opera de construire a socialismului”[7]
- Ordinul „Tudor Vladimirescu” clasa I (7 mai 1981) „pentru rezultatele obținute în îndeplinirea cincinalului 1976–1980, pentru contribuția deosebită adusă la înfăptuirea politicii Partidului Comunist Român de făurire a societății socialiste multilateral dezvoltate în patria noastră, cu prilejul aniversării a 60 de ani de la făurirea Partidului Comunist Român”[8]